# 塚本大千葉ビル
塚本大千葉ビル（つかもとだいちばビル）は、千葉県千葉市中央区のJR千葉駅前に所在する建築物。千葉駅前大通りに面した全長126m、奥行46mの大型ビルである。

## 歴史
1894年に、千葉市要町の、現在の千葉市民会館付近に開業した千葉駅は、1963年に現在地に移転。新たな千葉駅と、千葉銀座商店街や田畑百貨店、奈良屋百貨店などのある中心市街地であった千葉市中央との間には千葉駅前大通りが整備された。当時の千葉には高層ビルと呼べる建物はなく、奈良屋百貨店や京成千葉駅近くの下駄履きマンションの5階建てが目立つ程度であった。鉄鋼商社の塚本總業は、創業者の塚本素山の出身県の県都で、京葉工業地域の玄関口となる千葉駅前にビルの建設を計画した。1959年より県有地の払い下げ申請を行い、民有地の買収や国有地の等価交換などにより、千葉駅前大通りをはじめ四方を道路に面した約5878m2の敷地を確保。鉄骨鉄筋コンクリート構造地上9階・地下3階の近代的なビルを、1963年5月1日に着工した。三菱地所の設計監理、大成建設の施工により建設され、1965年3月18日に上棟式を挙行。同年9月1日に、高松宮宣仁・喜久子夫妻、友納武人千葉県知事、宮内三朗千葉市長、川島正次郎自由民主党副総裁、福田篤泰行政管理庁長官兼北海道開発庁長官、永野重雄富士製鐵社長、安西浩京葉工業地帯経済協議会会長、萩原吉太郎北海道炭礦汽船社長、工事関係者や地元有力者ら人あまりの来賓を迎え、第1期工事完成祝賀会が開かれた。1967年3月21日（春分の日）には、キーテナントとなるそごう千葉店が開店した。同年8月からは第2期工事に着手。1968年2月末に正面左側の4階から9階にかけての増築が完工し、塚本大千葉ビルが全館完成となった。

## テナント
1967年以来、そごう千葉店をキーテナントとしていたが、1993年に外房線・京成千葉線の高架を挟んだ京成千葉駅南側に再開発ビル『センシティ』竣工。センシティビルディングを「本館」、センシティパークビルを「コリドー館」、塚本大千葉ビル内の売り場を「Bee-One館」とし、別館の「スポーツ館」を含めた4館体制に再編した。1996年に塚本總業とそごうとの契約が一部解除。2000年には両社の合意により賃貸借契約が解除された。
1968年の増築工事完成後の同年9月、9階に塚本美術館開館。東京の塚本素山ビルの日本刀美術館から移された刀剣類と、京都府八幡市の松花堂から移設した、松花堂昭乗遺愛の品々を展示した。1983年6月14日には、財団法人塚本美術館により千葉県佐倉市に新たに開館した塚本美術館に収蔵品が寄贈されている。
1995年にヨドバシカメラ千葉店が入居し、地下1階から地上2階にかけて店舗を開いていたが、2024年11月にヨドバシHD千葉ビル（旧・オーロラモールジュンヌ）に移転した。駅前立地で銀行が多く入居していることが特徴の一つで、三菱UFJ銀行千葉支店、東京スター銀行千葉支店と千葉銀行のちばぎんコンサルティングプラザが入居する。上層階には千葉県まちづくり公社（4階）、洋服のサカゼン千葉店（6階）、NHK文化センター千葉教室（8階）ほかクリニック、法律事務所、塾などのテナントが入居する。2008年4月までは、8階に「千葉Bee-One内郵便局」が営業していた。

## 周辺

### 塚本千葉第2ビル

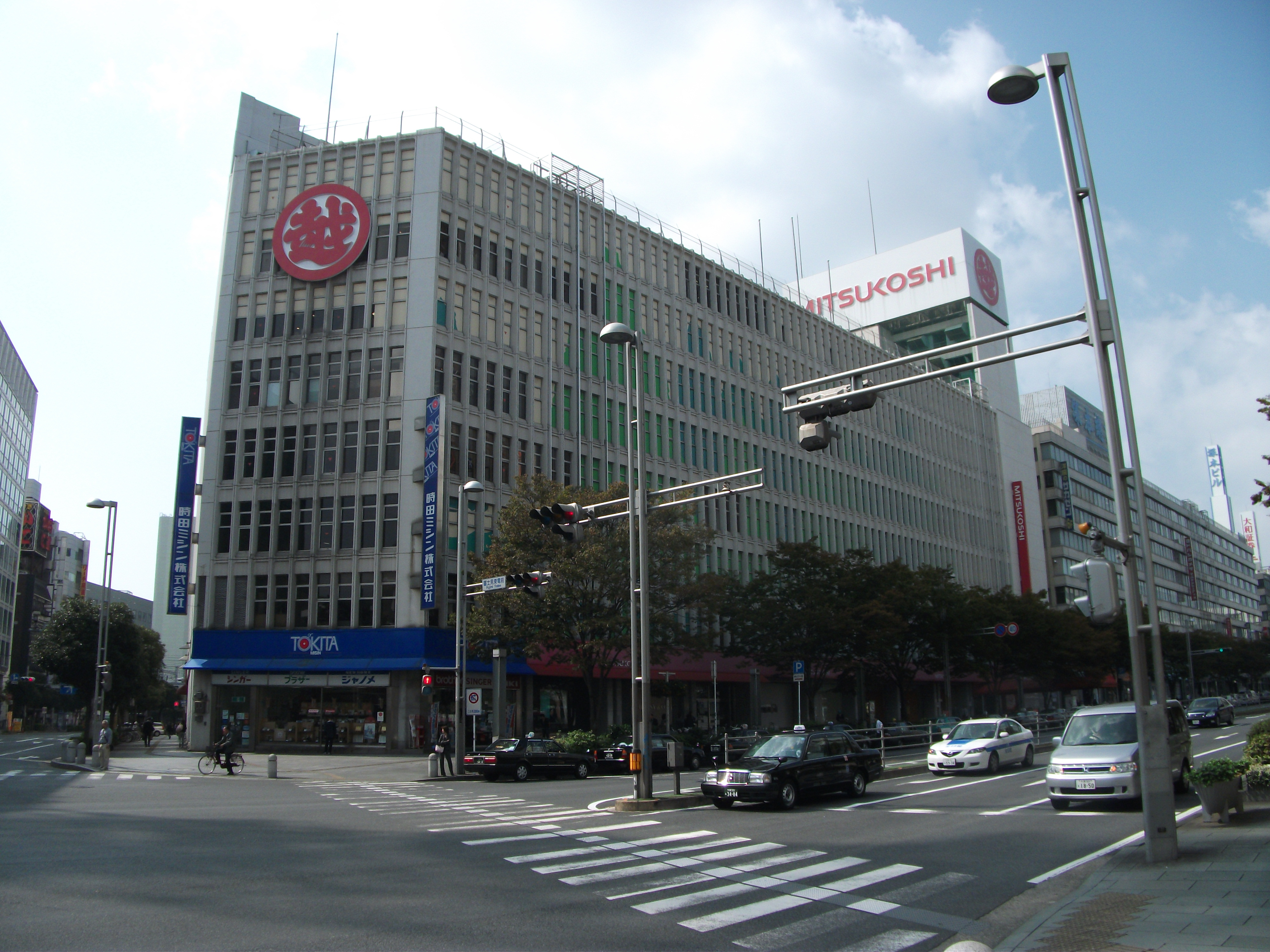
塚本千葉第2ビル、千葉三越として営業中の2011年10月

1970年9月1日、千葉駅側から見て塚本大千葉ビルの奥側の隣接地に塚本千葉第2ビル（以下、第2ビルと表記。）を着工。塚本大千葉ビル同様、三菱地所の設計監理・大成建設の施工で建設され、1972年9月29日に竣工。奈良屋百貨店と三越が合弁で設立した「ニューナラヤ」が10月10日に開店した。第1期竣工後、富士見東電前交差点に面した東側隅の未完成部分の工事が進められ、1973年3月31日に全面完成した。この時、第2ビルと大千葉ビルの間の渡り廊下も完成した。ニューナラヤは1984年10月に「株式会社千葉三越」となり、2003年には三越の直営店「三越千葉店」に変更された。2017年3月20日に閉店。第2ビルは解体され、跡地には2026年4月の竣工を目標に、東京建物などによる地上23階建ての高層マンション「ブリリアタワー千葉」が建設されている。共同建築主であった時田ミシンは三越閉店後もしばらく営業を続けたが、2021年3月に富士見東電前交差点を挟んだ東京電力のビルに移転した。
- 千葉市富士見2丁目6番1号[注釈 8]
- 敷地面積  3805m2
- 建築面積  3692m2
- 延床面積 40995m2
- 鉄骨鉄筋コンクリート構造 地下3階・地上8階・塔屋3階
- 高さ 31m

### 塚本千葉第3ビル
1973年1月20日、第2ビルから国道14号沿いに南西約60m、外房線との交点近くにオフィス兼店舗の塚本千葉第3ビルが起工、同年12月4日に立柱式を挙行。1974年6月29日に竣工式が執り行われた。
- 千葉市富士見2丁目5番15号[注釈 8]
- 敷地面積  718m2
- 建築面積  574m2
- 延床面積 7014m2
- 鉄筋コンクリート構造 地下3階・地上9階・塔屋2階
- 高さ 屋上31m、塔屋38.2m

### 塚本千葉第5ビル
塚本總業の千葉市内4番目のビルとして、1981年5月に着工。建設地は千葉港に近い千葉市役所前広場に面した一角で、1983年9月に137の客室と宴会場などを備えたホテルニューツカモトとしてオープン。その後1986年には京葉線千葉みなと駅が開業した。
2019年の新型コロナウイルスの影響などを受け、2020年6月30日をもって「ホテルニューツカモト」としての営業を終了。函館市のホテル運営会社に移管したが、2023年1月に閉館した。